# Raphaël Romand
Raphaël Romand (* 2006 oder 2007) ist ein französischer Kinderdarsteller.

## Leben
Romand besuchte die Hochschule Ch’taigneraie in der französischen Stadt Autun. Er spricht fließend Englisch und verfügt über Kenntnisse in Deutsch. Sein Filmschauspieldebüt gab er 2020 in der Rolle des Gaston Hébrard in Schwarm der Schrecken. 2023 folgte eine Besetzung in der Spielfilmproduktion Le consentement. 2024 war er in der Rolle des Théo, Filmsohn von Franck Dubosc und Suzanne Clément, im französischen Spielfilm Die Werwölfe von Düsterwald zu sehen.

## Filmografie (Auswahl)
- 2020: Schwarm der Schrecken (La nuée)
- 2023: Le consentement
- 2024: Die Werwölfe von Düsterwald (Loups-Garous)